# Eugoa euryphaea
Eugoa euryphaea là một loài bướm đêm thuộc phân họ Arctiinae, họ Erebidae.